# Spitsroeden lopen

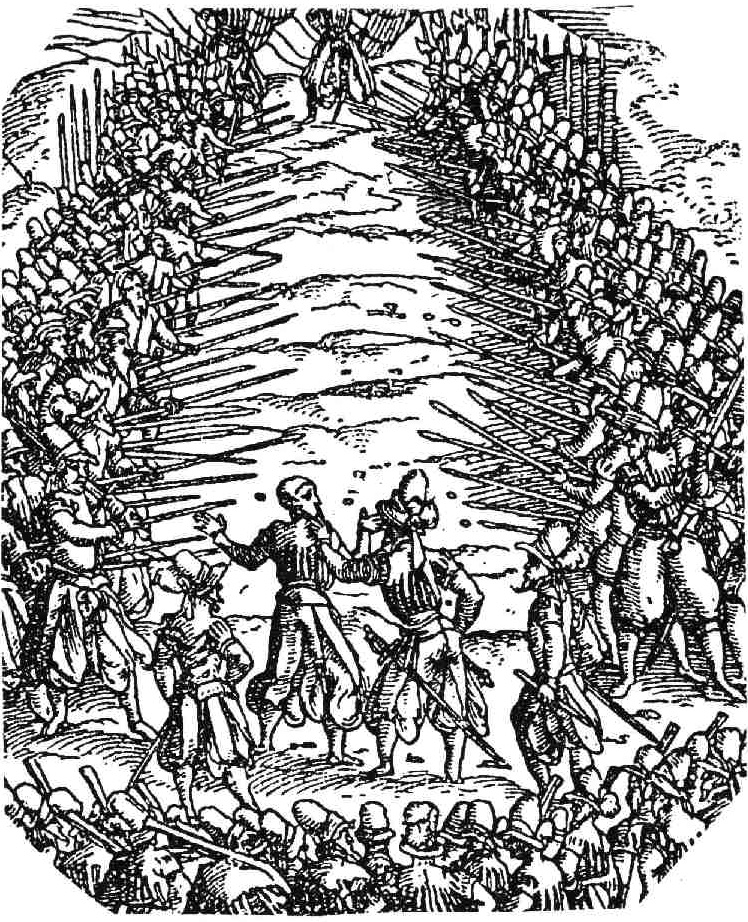
Spitsroeden in het Frundsberger Kriegsbuch van Jost Amman

Spitsroeden lopen was een militaire lijfstraf die tot in de 19de eeuw kon worden opgelegd aan soldaten. De veroordeelde diende een parcours af te leggen tussen twee rijen manschappen die de soldaat daarbij met een spitsroede slagen op de ontblote rug toebrachten. 
Deze lijfstraf gaat terug op een Romeinse doodstraf, het fustuarium. Ook spitsroeden lopen kon de dood tot gevolg hebben. De straf gold daardoor als even zwaar als voor zeelieden het kielhalen. In de tijd van de tsaren was spitsroeden lopen een gangbare straf in Rusland. Vooral de wrede legercommandant Aleksej Araktsjejev onder tsaar Alexander I (1801-1825) paste deze met instemming van de tsaar op ruime schaal toe.
De straf leeft in het taalgebruik nog voort: de uitdrukking spitsroeden lopen staat voor het afleggen van een heikel parcours, vooral in figuurlijke zin.